# Armando Cuitlahuac Amador Sandoval
Armando Cuitlahuac Amador Sandoval (* 24. Dezember 1897 in Guadalupe, Bundesstaat Zacatecas, Mexiko; † 30. Oktober 1981 in Mexiko-Stadt) war ein mexikanischer Botschafter.

## Leben
Armando Cuitlahuac Amador Sandoval war der Sohn von Josefa Muro Sandoval Amador und Elias Amador. Von 1922 bis 1932 schrieb er als Journalist für El Universal Ilustrado.
1931 war er Konsul in New Orleans. 1932 war er Konsul in Del Rio (Texas). Am 28. April 1933 wurde er Konsul in Yokohama, Japan. Armando Cuitlahuac Amador Sandoval eröffnete 1936 ein Konsulat in Nanjing, das er am 12. Dezember 1937 nach Shanghai verlegte. Als Ende 1937, zu Beginn des zweiten japanisch-chinesischen Krieges, die Kuomintang unter Lin Sen den Regierungssitz nach Chongqing verlegte, blieb Armando Cuitlahuac Amador Sandoval in Shanghai und wurde Geschäftsträger bei der Regierung von Liang Hongzhi, die am 28. März 1938 in Nanking zusammentrat.
Am 1. Mai 1940 wurde er als Botschaftssekretär erster Klasse von Shanghai nach Tegucigalpa versetzt.
1944 veröffentlichte er Tres cuentos mexicanos.
Im März bis Oktober 1950 leitete er die Außenhandelsabteilung der Secretaría de Relaciones Exteriores und legte in einem Memorandum dar warum die mexikanische Regierung das Regime von Francisco Franco nicht anerkannte.
Vom 21. Mai 1954 bis 4. Oktober 1960 vertrat er die mexikanische Regierung bei der Organisation Amerikanischer Staaten.
Am 20. Juni 1955 trat César Augusto Bunge Guerrico Álvarez Calderón (* 9. November 1918 in San Sebastián; † 15. April 2002 in Buenos Aires) als Vorsitzender des Inter-American Economic and Social Council zurück und Armando Cuitlahuac Amador Sandoval löste ihn in dieser Funktion ab.
Am 16. April 1959 unterzeichnete er das Gründungsstatut der Banco Interamericano de Desarrollo für Mexiko.
| Vorgänger                         | Amt | Nachfolger              |
| --------------------------------- | --- | ----------------------- |
| Francisco Javier Aguilar González | Mexikanischer Geschäftsträger in Shanghai 27. April 1938 bis 3. Juni 1938                                          | Primo Villa Michel      |
| Alberto C. Franco                 | Mexikanischer Botschafter in Tegucigalpa 16. April 1920 bis 19. Juli 1921                                          | Alfonso Herrera Salcedo |
| Gabriel Lucio Argüelles           | Vertreter der mexikanischen Regierung bei der Organisation Amerikanischer Staaten 21. Mai 1954 bis 4. Oktober 1960 | Vicente Sánchez Gavito  |